# Llista de peixos del riu Limpopo

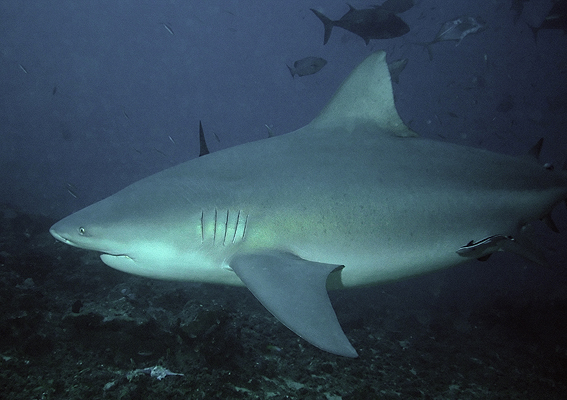
Tauró camús (Carcharhinus leucas)

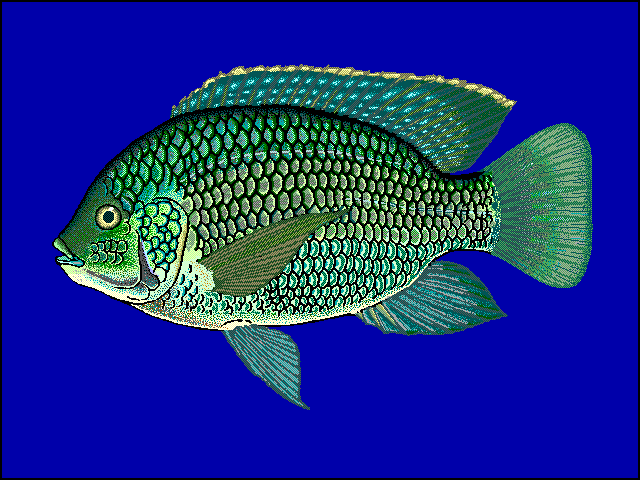
Oreochromis macrochir

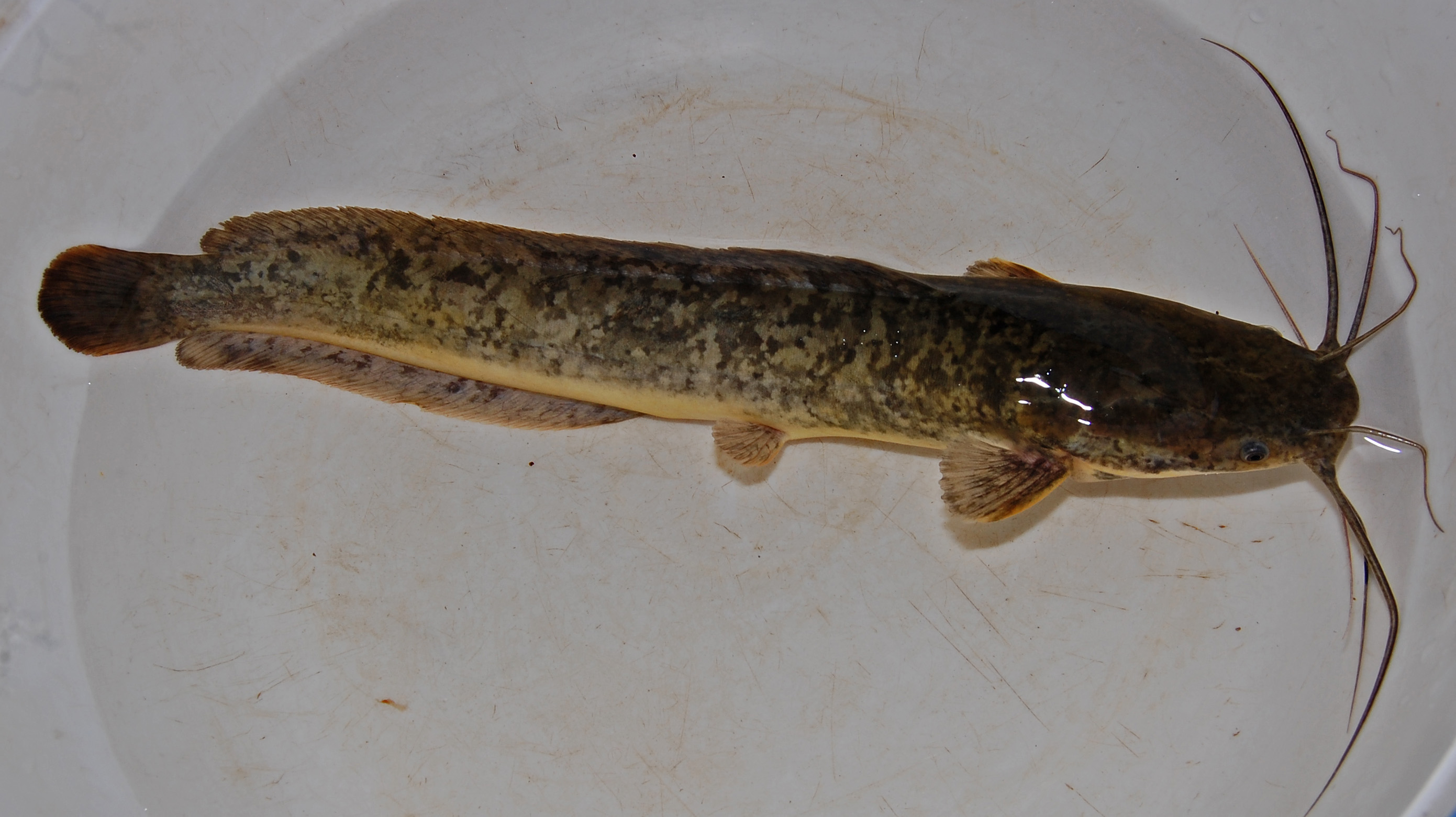
Clarias gariepinus

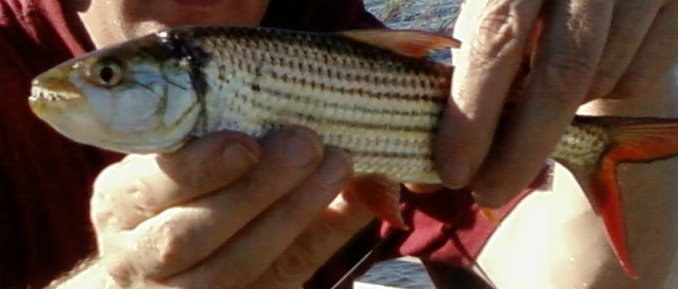
Hydrocynus vittatus

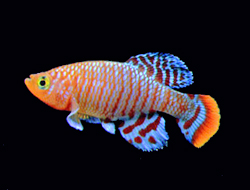
Nothobranchius rachovii

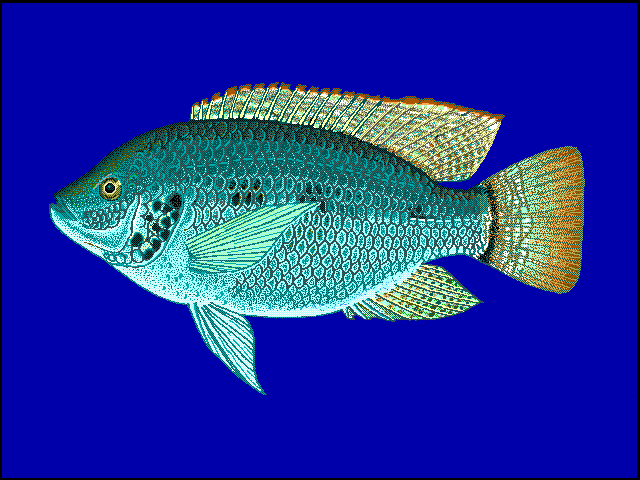
Oreochromis andersonii

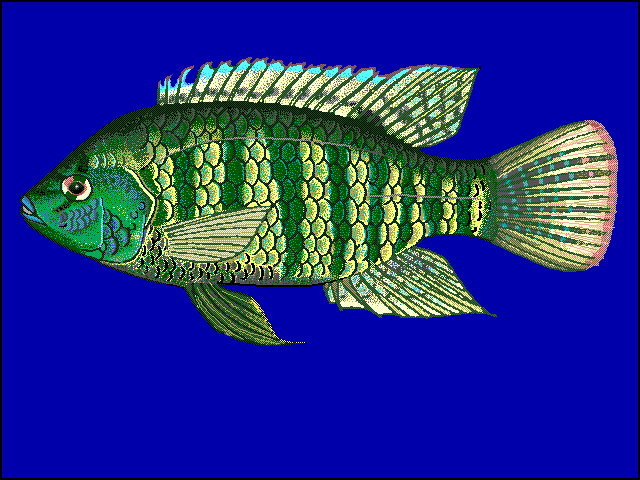
Tilapia sparrmanii

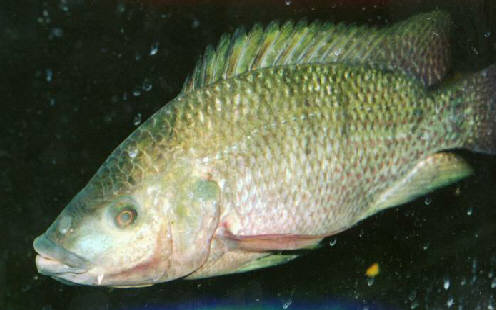
Oreochromis mossambicus

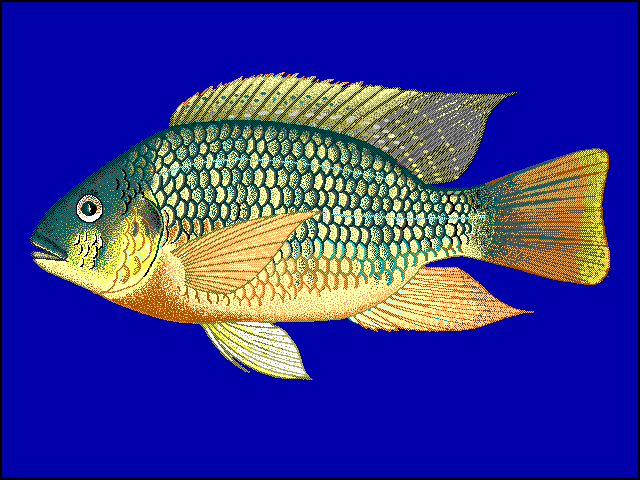
Tilapia rendalli

Aquesta llista de peixos del riu Limpopo inclou les 62 espècies de peixos que es poden trobar al riu Limpopo ordenades per l'ordre alfabètic de llur nom científic.

## A
- Amphilius natalensis
- Amphilius uranoscopus
- Andersonia leptura
- Anguilla bengalensis labiata
- Anguilla mossambica
- Aplocheilichthys johnstoni
- Aplocheilichthys katangae

## B
- Barbus afrohamiltoni
- Barbus annectens
- Barbus anoplus
- Barbus bifrenatus
- Barbus brevipinnis
- Barbus eutaenia
- Barbus lineomaculatus
- Barbus mattozi
- Barbus motebensis
- Barbus neefi
- Barbus pallidus
- Barbus paludinosus
- Barbus radiatus
- Barbus toppini
- Barbus treurensis
- Barbus trimaculatus
- Barbus unitaeniatus
- Barbus viviparus
- Brycinus imberi

## C
- Carcharhinus leucas
- Chetia flaviventris
- Chiloglanis paratus
- Chiloglanis pretoriae
- Chiloglanis swierstrai
- Clarias gariepinus
- Clarias ngamensis
- Clarias theodorae

## H
- Hydrocynus forskahlii
- Hydrocynus vittatus

## L
- Labeo congoro
- Labeo cylindricus
- Labeo molybdinus
- Labeo rosae
- Labeo ruddi
- Labeo seeberi
- Labeobarbus marequensis
- Labeobarbus polylepis

## M
- Marcusenius macrolepidotus macrolepidotus
- Mesobola brevianalis
- Micralestes acutidens

## N
- Nothobranchius orthonotus
- Nothobranchius rachovii

## O
- Opsaridium peringueyi
- Oreochromis andersonii
- Oreochromis macrochir
- Oreochromis mossambicus

## P
- Petrocephalus catostoma catostoma
- Petrocephalus wesselsi
- Protopterus annectens brieni
- Pseudocrenilabrus philander philander

## S
- Schilbe intermedius
- Synodontis nigromaculata
- Synodontis zambezensis

## T
- Tilapia rendalli
- Tilapia sparrmanii[1]